# 三重県第3区
三重県第3区（みえけんだい3く）は、日本の衆議院議員総選挙における選挙区。1994年（平成6年）の公職選挙法改正で設置。

## 区域

### 現在の区域
2017年（平成29年）公職選挙法改正以降の区域は以下のとおりである。2017年の区割り変更により四日市市の4つの市民センター管内の地域が2区から3区へ移動となった。
- 四日市市（2区に属しない区域）
  - 富洲原・富田・羽津・常磐・川島・神前・桜・三重・県・八郷・下野・大矢知・保々・海蔵・橋北・中部の各地区市民センター管内[3]
- 桑名市
- いなべ市
- 桑名郡
- 員弁郡
- 三重郡

### 2017年以前の区域
2013年（平成25年）公職選挙法改正から2017年の小選挙区改定までの区域は以下のとおりである。
- 四日市市（2区に属しない区域）
  - 富洲原・富田・羽津・神前・三重・県・八郷・下野・大矢知・保々・海蔵・橋北の各地区市民センター管内[3]
- 桑名市
- いなべ市
- 桑名郡
- 員弁郡
- 三重郡

1994年（平成6年）公職選挙法改正から2013年の小選挙区改定までの区域は以下のとおりである。
- 四日市市（2区に属しない区域）
  - 富洲原・富田・羽津・神前・三重・県・八郷・下野・大矢知・保々・海蔵・橋北の各地区市民センター管内[6]
- 桑名市
- 桑名郡
- 員弁郡
- 三重郡
  - 菰野町
  - 朝日町
  - 川越町

## 歴史
元々は自民党竹下派所属の山本幸雄が厚い地盤を築いていた。55年体制崩壊後は新生党・新進党・民主党と政党が変わり、現在は民主党の勢力が強い選挙区（民主王国）である。戦略上、自由民主党もこの選挙区を重視しており、参議院議員であった平田耕一を擁立して比例順位で優遇するなど一定の努力をしているが、イオングループ創業者・岡田卓也の次男であり、外務大臣、副総理、民主党代表などを歴任した岡田克也の存在感が圧倒的で、特に2009年の第45回衆議院議員総選挙では11万票以上の差で圧勝している。
民主党に逆風が吹いた第44回・第46回、無所属で出馬した第48回を含めて全ての選挙で過半数の得票で圧勝しており、典型的な無風区である（ただし第46回・第49回は自民党候補が比例復活している）。
自民党の公認候補が一度も小選挙区で当選したことがない選挙区である。

## 小選挙区選出議員
| 選挙名                 | 年                 | 当選者   | 党派       |
| ---------------------- | ------------------ | -------- | ---------- |
| 第41回衆議院議員総選挙 | 1996年（平成8年）  | 岡田克也 | 新進党     |
| 第42回衆議院議員総選挙 | 2000年（平成12年） | 岡田克也 | 民主党     |
| 第43回衆議院議員総選挙 | 2003年（平成15年） | 岡田克也 | 民主党     |
| 第44回衆議院議員総選挙 | 2005年（平成17年） | 岡田克也 | 民主党     |
| 第45回衆議院議員総選挙 | 2009年（平成21年） | 岡田克也 | 民主党     |
| 第46回衆議院議員総選挙 | 2012年（平成24年） | 岡田克也 | 民主党     |
| 第47回衆議院議員総選挙 | 2014年（平成26年） | 岡田克也 | 民主党     |
| 第48回衆議院議員総選挙 | 2017年（平成29年） | 岡田克也 | 無所属     |
| 第49回衆議院議員総選挙 | 2021年（令和3年）  | 岡田克也 | 立憲民主党 |
| 第50回衆議院議員総選挙 | 2024年（令和6年）  | 岡田克也 | 立憲民主党 |

## 選挙結果
時の内閣：第1次石破内閣 解散日：2024年10月9日 公示日：2024年10月15日
当日有権者数：40万9266人 最終投票率：56.64%（前回比：1.33%） （全国投票率：53.85%（2.08%））
| 当落 | 候補者名 | 年齢 | 所属党派     | 新旧 | 得票数    | 得票率 | 惜敗率 | 推薦・支持             | 重複 |
| ---- | -------- | ---- | ------------ | ---- | --------- | ------ | ------ | ---------------------- | ---- |
| 当   | 岡田克也 | 71   | 立憲民主党   | 前   | 137,953票 | 60.88% | ――     | 国民民主党三重県連支持 |      |
|      | 石原正敬 | 52   | 自由民主党   | 前   | 56,630票  | 24.99% | 41.05% | 公明党推薦             | ○    |
|      | 伊藤昌志 | 54   | 日本維新の会 | 新   | 31,998票  | 14.12% | 23.19% |                        | ○    |

時の内閣：第1次岸田内閣 解散日：2021年10月14日 公示日：2021年10月19日
当日有権者数：41万4312人 最終投票率：55.31%（前回比：0.72%） （全国投票率：55.93%（2.25%））
| 当落 | 候補者名 | 年齢 | 所属党派   | 新旧 | 得票数    | 得票率 | 惜敗率 | 推薦・支持                                       | 重複 |
| ---- | -------- | ---- | ---------- | ---- | --------- | ------ | ------ | ------------------------------------------------ | ---- |
| 当   | 岡田克也 | 68   | 立憲民主党 | 前   | 144,688票 | 64.05% | ――     | 社会民主党三重県連合推薦、国民民主党三重県連支持 |      |
| 比当 | 石原正敬 | 49   | 自由民主党 | 新   | 81,209票  | 35.95% | 56.13% | 公明党推薦                                       | ○    |

- 岡田は立憲民主党の小選挙区候補者の中で唯一、比例重複立候補を行わなかった。

時の内閣：第3次安倍第3次改造内閣 解散日：2017年9月28日 公示日：2017年10月10日
当日有権者数：41万5230人 最終投票率：56.03%（前回比：0.60%） （全国投票率：53.68%（1.02%））
| 当落 | 候補者名 | 年齢 | 所属党派          | 新旧 | 得票数    | 得票率 | 惜敗率 | 推薦・支持 | 重複 |
| ---- | -------- | ---- | ----------------- | ---- | --------- | ------ | ------ | ---------- | ---- |
| 当   | 岡田克也 | 64   | 無所属 (民進党籍) | 前   | 147,255票 | 64.34% | ――     |            |      |
|      | 島田佳和 | 47   | 自由民主党        | 前   | 63,406票  | 27.70% | 43.06% | 公明党推薦 | ○    |
|      | 野村真弘 | 61   | 日本共産党        | 新   | 11,864票  | 5.18%  | 8.06%  |            |      |
|      | 坂本麻貴 | 33   | 幸福実現党        | 新   | 6,353票   | 2.78%  | 4.31%  |            |      |

- 島田は第46回と第47回は区割り変更前の2区から立候補、いずれも選挙区では敗れ比例東海ブロックで復活当選していた。

時の内閣：第2次安倍改造内閣 解散日：2014年11月21日 公示日：2014年12月2日
当日有権者数：34万420人 最終投票率：56.63%（前回比：3.49%） （全国投票率：52.66%（6.66%））
| 当落 | 候補者名 | 年齢 | 所属党派   | 新旧 | 得票数    | 得票率 | 惜敗率 | 推薦・支持 | 重複 |
| ---- | -------- | ---- | ---------- | ---- | --------- | ------ | ------ | ---------- | ---- |
| 当   | 岡田克也 | 61   | 民主党     | 前   | 120,950票 | 64.03% | ――     |            | ○    |
|      | 嶋田幸司 | 40   | 自由民主党 | 新   | 53,659票  | 28.41% | 44.36% | 公明党推薦 | ○    |
|      | 釜井敏行 | 32   | 日本共産党 | 新   | 14,293票  | 7.57%  | 11.82% |            |      |

時の内閣：野田第3次改造内閣 解散日：2012年11月16日 公示日：2012年12月4日
当日有権者数：33万8689人 最終投票率：60.12%（前回比：12.96%） （全国投票率：59.32%（9.96%））
| 当落 | 候補者名 | 年齢 | 所属党派   | 新旧 | 得票数    | 得票率 | 惜敗率 | 推薦・支持 | 重複 |
| ---- | -------- | ---- | ---------- | ---- | --------- | ------ | ------ | ---------- | ---- |
| 当   | 岡田克也 | 59   | 民主党     | 前   | 126,679票 | 64.11% | ――     |            | ○    |
| 比当 | 桜井宏   | 56   | 自由民主党 | 新   | 54,903票  | 27.79% | 43.34% | 公明党推薦 | ○    |
|      | 釜井敏行 | 30   | 日本共産党 | 新   | 16,009票  | 8.10%  | 12.64% |            |      |

時の内閣：麻生内閣 解散日：2009年7月21日 公示日：2009年8月18日
当日有権者数：33万4471人 最終投票率：73.08%（前回比：0.45%） （全国投票率：69.28%（1.77%））
| 当落 | 候補者名 | 年齢 | 所属党派   | 新旧 | 得票数    | 得票率 | 惜敗率 | 推薦・支持 | 重複 |
| ---- | -------- | ---- | ---------- | ---- | --------- | ------ | ------ | ---------- | ---- |
| 当   | 岡田克也 | 56   | 民主党     | 前   | 173,931票 | 72.20% | ――     |            | ○    |
|      | 平田耕一 | 60   | 自由民主党 | 前   | 62,993票  | 26.15% | 36.22% |            | ○    |
|      | 野原典子 | 52   | 幸福実現党 | 新   | 3,968票   | 1.65%  | 2.28%  |            |      |

時の内閣：第2次小泉改造内閣 解散日：2005年8月8日 公示日：2005年8月30日
当日有権者数：32万6576人 最終投票率：72.63%（前回比：5.52%） （全国投票率：67.51%（7.65%））
| 当落 | 候補者名 | 年齢 | 所属党派   | 新旧 | 得票数    | 得票率 | 惜敗率 | 推薦・支持 | 重複 |
| ---- | -------- | ---- | ---------- | ---- | --------- | ------ | ------ | ---------- | ---- |
| 当   | 岡田克也 | 52   | 民主党     | 前   | 140,954票 | 60.09% | ――     |            |      |
| 比当 | 平田耕一 | 56   | 自由民主党 | 前   | 81,719票  | 34.84% | 57.98% |            | ○    |
|      | 星野律子 | 54   | 日本共産党 | 新   | 11,895票  | 5.07%  | 8.44%  |            |      |

時の内閣：第1次小泉第2次改造内閣 解散日：2003年10月10日 公示日：2003年10月28日
当日有権者数：32万2253人 最終投票率：67.11%（前回比：2.86%） （全国投票率：59.86%（2.63%））
| 当落 | 候補者名 | 年齢 | 所属党派   | 新旧 | 得票数    | 得票率 | 惜敗率 | 推薦・支持 | 重複 |
| ---- | -------- | ---- | ---------- | ---- | --------- | ------ | ------ | ---------- | ---- |
| 当   | 岡田克也 | 50   | 民主党     | 前   | 132,109票 | 62.05% | ――     |            |      |
| 比当 | 平田耕一 | 55   | 自由民主党 | 新   | 67,247票  | 31.58% | 50.90% |            | ○    |
|      | 星野律子 | 52   | 日本共産党 | 新   | 13,562票  | 6.37%  | 10.27% |            |      |

- 自由民主党は選挙区事情等を考慮し平田耕一を比例名簿順位4位（他の重複立候補者よりも1つ上の順位）としている。

時の内閣：第1次森内閣 解散日：2000年6月2日 公示日：2000年6月13日
当日有権者数：31万6444人 最終投票率：69.97%（前回比：6.77%） （全国投票率：62.49%（2.84%））
| 当落 | 候補者名 | 年齢 | 所属党派   | 新旧 | 得票数    | 得票率 | 惜敗率 | 推薦・支持 | 重複 |
| ---- | -------- | ---- | ---------- | ---- | --------- | ------ | ------ | ---------- | ---- |
| 当   | 岡田克也 | 46   | 民主党     | 前   | 117,868票 | 54.16% | ――     |            |      |
|      | 平田耕一 | 51   | 自由民主党 | 新   | 82,222票  | 37.78% | 69.76% |            | ○    |
|      | 星野律子 | 49   | 日本共産党 | 新   | 17,547票  | 8.06%  | 14.89% |            |      |

時の内閣：第1次橋本内閣 解散日：1996年9月27日 公示日：1996年10月8日
当日有権者数：30万4462人 最終投票率：63.20% （全国投票率：59.65%（8.11%））
| 当落 | 候補者名 | 年齢 | 所属党派   | 新旧 | 得票数    | 得票率 | 惜敗率 | 推薦・支持 | 重複 |
| ---- | -------- | ---- | ---------- | ---- | --------- | ------ | ------ | ---------- | ---- |
| 当   | 岡田克也 | 43   | 新進党     | 前   | 108,690票 | 57.86% | ――     |            |      |
|      | 金子一也 | 29   | 自由民主党 | 新   | 58,507票  | 31.14% | 53.83% |            | ○    |
|      | 西尾種子 | 60   | 日本共産党 | 新   | 20,657票  | 11.00% | 19.01% |            |      |